# Megære
Megære (græsk Μέγαιρα Mègaira "den jaloux") var navnet på en af hævngudinderne, erinyerne også kaldet furierne. På dansk betyder det: arrig kvinde.